# Elisabeth Maxwell
Pour les articles homonymes, voir Maxwell.
Elisabeth Maxwell, surnommée « Betty », née Élisabeth Meynard le 11 mars 1921 à Saint-Alban-de-Roche (Isère) et morte le 7 août 2013 à Domme (Dordogne), est une historienne franco-britannique. Elle est spécialiste de la Shoah, et fonde en 1987 Holocaust and Genocide Studies, une publication scientifique de référence sur la question. Elle est l'épouse du magnat de presse et homme politique britannique Robert Maxwell, et la mère de la  femme d'affaires socialite Ghislaine Maxwell, condamnée dans l'affaire Epstein.

## Biographie
Élisabeth Jenny Jeanne Meynard naît le 11 mars 1921 à La Grive, un lieu-dit près de Saint-Alban-de-Roche en Isère, en France. Son père, Louis « Paul » Meynard, est un soyeux issu d'une famille aristocratique protestante huguenote, et sa mère, Colombe Petel, est catholique. Ses deux parents sont décorés de la croix de guerre pour leur action pendant la Première Guerre mondiale. Élisabeth a une sœur aînée, Yvonne Meynard Vittoz LaForce (1918-2011). 
À l'âge de 9 ans, elle est envoyée dans un pensionnat catholique anglais, puis elle continue ses études à Lyon et au collège Sévigné, à Paris. Elle fait des études de droit à la Sorbonne. En septembre 1944, après la Libération de Paris, alors qu'elle travaille comme interprète pour le Welcome Committee, destiné à présenter les officiers des forces alliées aux Français, elle rencontre le capitaine britannique d'origine tchécoslovaque Robert Maxwell. Ils se marient le 14 mars 1945. Elle travaille par la suite bénévolement, en tant que secrétaire et assistante, à Londres, pour son époux qui fonde son empire de la presse. 
Elle donne naissance à neuf enfants, mais deux d’entre eux meurent en bas âge dont l'un suite à accident de voiture après avoir passé six ans dans le coma.
Vers 40 ans, pendant les années 1960, elle travaille pour la communication de son mari, et fait campagne pour lui à l'élection générale de 1964. 
Elle s'inscrit en 1970 au St Hugh's College de l'université d'Oxford, en lettres modernes, où elle obtient son diplôme. Elle obtient ensuite son doctorat en 1981, à l'âge de 60 ans, avec sa thèse intitulée The Art of Letter Writing in France, 1789-1830, basée sur la correspondance de sa propre famille française et suisse de cette époque-là,. Elle entreprend de rechercher les personnes juives proches de la famille de son époux tués par les nazis pendant la Seconde Guerre mondiale, et en retrouve au total environ 300. Elisabeth Maxwell est amenée ainsi à s'intéresser au dialogue interreligieux. Elle crée la revue Holocaust and Genocide Studies en 1987, et organise en 1988 un congrès de recherches à Londres et Oxford, intitulé Remembering for the Future, suivi par Remembering for the Future. The Holocaust in the Age of Genocide en 2000, qui lui valent les louanges du cardinal catholique Basil Hume et de l'archevêque anglican Donald Coggan. Elle publie par la suite deux livres sur la Shoah. Elle est la première femme vice-présidente du Comité exécutif du Conseil international des chrétiens et des juifs (Executive Committee of the International Council of Christians and Jews). En 1988, elle reçoit le prix Sigmund-Sternberg, son travail étant considéré comme une avancée pour les relations entre chrétiens et juifs.
Son autobiographie, intitulée A Mind of My Own: My Life with Robert Maxwell (trad. fr. Tout soleil est amer), est publiée en novembre 1994. Elle ne semble pas être au courant des fraudes de son mari, et se retrouve assez appauvrie à la mort de ce dernier, en 1991, alors qu'ils étaient séparés,. Elle passe les dernières années de sa vie auprès de sa sœur Yvonne jusqu'au décès de celle-ci en 2011. 
Elisabeth Maxwell meurt à l'âge de 92 ans en Dordogne, le 7 août 2013,,.

## Publications
- (en) Why should the Holocaust be remembered and therefore taught?, Oxford, Yarnton Trust for the Oxford Centre for Hebrew Studies, 1988
- (en) Silence or speaking out, University of Southampton, The Parkes lecture, 1990, 27 p.
- (en) A Mind of My Own: My Life with Robert Maxwell, Londres, Sidgwick & Jackson, 1994 (trad. fr.Tout soleil est amer, Paris, Fixot, 1994)
- (en) (co-éd.) Remembering for the future : the Holocaust in an age of genocide, avec John K. Roth (actes de colloque), 3 vol., Basingstoke, Palgrave, 2001

## Dans la culture populaire
Son rôle dans le film Une vie, réalisé par James Hawes et sorti en 2023, est interprété par l'actrice suisse Marthe Keller.